# 片语 (毕苏语群)
片语(pʰɛn)是缅甸一种彝语。它由缅甸掸邦孟洋乡附近两个村的700人使用，就在景栋北界。
片语从拉祜语和掸语借来的词很多，而毕苏语从北部泰语和标准泰语借得更多。片语和毕苏语可以互通，它们与中国的老缅语和老品语，以及老挝一些普内语方言构成方言连续体(Person 2007)。